# Pimelimyia insularis
Pimelimyia insularis là một loài ruồi trong họ Tachinidae.